# Sant Jaume de la Coma
Sant Jaume de la Coma és la capella de la masia de la Coma de Sant Jaume, del municipi de Moià (Moianès). És una capella d'una única nau construïda amb pedra i fang sense absis. Façana barroca de cara a ponent. Coberta a dues aigües i portal emmarcat per dos pseudo-pilastres amb capitells rectangulars coronats per un frontó troncat proveït de volutes. Un ull de bou i una creu a dalt coronen el conjunt. És una obra protegida com a bé cultural d'interès local.

## Història
L'església de St. Jaume de la Coma és designada tradicionalment com a la primera parròquia de Moià. Segons una escriptura que tracta de l'església parroquial, aquesta existia ja quan tingué lloc la consagració de l'última. Dins el frontó descrit anteriorment hi havia una imatge segurament del titular de l'església. En un bloc de pedra col·locada per damunt de dita fornícula es llegeix:	"Francesc Coma, 1683"